# Степняк
Степняк (каз. Степняк) — город в Казахстане, административный центр района Биржан сал Акмолинской области (в 122 км от областного центра — Кокшетау). Административный центр Степнякской городской администрации. Код КАТО — 114520100.

## География
Расположен в 35 км к северо-востоку от железнодорожной станции города Макинска (на линии Петропавловск — Астана) и в 45 км к югу от города Щучинска.

## История
10 февраля 1934 года Президиум ВЦИК постановил: «2. В дополнение к утверждённым уже постановлениям Президиума ВЦИК от 1 ноября 1932 года (СУ, №84, ст. 365) и 27 декабря 1933 года (СУ, 1934, №3, ст. 18) населённые пункты Казакской АССР Арысь, Аягуз, Ильич и Карсакпай преобразовать в рабочие посёлки с присвоением им новых наименований; селение при прииске Степняк (в Енбекшильдерском районе Карагандинской области) — в рабочий посёлок Степняк».

## Население
| 1939   | 1959    | 1970  | 1979  | 1989  | 1999  | 2009  |
| ------ | ------- | ----- | ----- | ----- | ----- | ----- |
| 22 882 | ↘12 717 | ↘9770 | ↘7877 | ↘6800 | ↘5329 | ↘4413 |
| 2021   |         |       |       |       |       |       |
| ↘4212  |         |       |       |       |       |       |

## Промышленность
- Птицефабрика ТОО "Казгер-Кус"
- Добыча золота.